# Medier fra Østrig
Medier i Østrig beskriver Østrigs elektroniske og trykte medier.

## Fjernsyn
Den offentlige public service tv-station i Østrig er Österreichischer Rundfunk (ORF) med tv-kanalerne ORF1, ORF2, TW1 og ORF Sport Plus. Hovedsendingerne foregår fra Wien, men hvert forbundsland har sit eget landsdelsstudie. Derfra produceres regelmæssigt nyhedsudsendelser, der sendes i ORF2, ligesom de også producerer specialudsendelser f.eks. i forbindelse med valg til landdagene. ORF deltager endvidere sammen med ARD, ZDF og SRG i kulturkanalen 3sat og er partner i senderen ARTE.
De vigtigste private stationer er ATV, musikstationen gotv og stationen der sender i Wiens metropolområde Puls TV. Fra februar 2008 kan sidstnævnte også modtages i hele Østrig under navnet Puls4. Endvidere bidrager en række tyske stationer med særlige østrigske udgaver, f.eks. producerer ProSiebenSat.1 Media Prosieben Austria, Sat.1 Österreich og kabel eins austria.
Der findes flere mindre lokale tv-stationer (f.eks. LT1, Steiermark1, KT1), der til dels kan modtages via jordsignaler dels kun via kabel eller satellit. Privat TV via jordsendemaster er først begyndt at sende fra 2003, og generelt er privat tv kommet væsentligt senere i gang end i andre lande i Europa. I Kärnten kunne man fra 1998 modtage Tele Uno, der var rettet mod det østrigske marked men blev sendt fra Italien.
Premiere Austria er en betalingsstation, der først og fremmest er kendt for sine direkte transmissioner af ligafodbold og -ishockey.

## Radio
ORF driver tre landsdækkende stationer:
- Den reklamefri kultur- og informationskanal Ö1
- Den hitliste orienterede Hitradio Ö3
- FM4 med mere blandet (moderne) musik og information

Derudover har hvert forbundsland en regionalstation under ORF.
Udover ORFs stationer findes en lang række både landsdækkende og regionale private radiostationer. Den mest kendte i Østrig er KroneHit (sender til næsten hele Østrig), HiTFM (Niederösterreich og Burgenland), Radio Arabella (flere steder i Østrig), Life Radio (Oberösterreich og Tyrol) og Antenne-kæden, som findes i stort set alle forbundslande.
Som en tredje søjle findes tolv ikke-kommercielle såkaldte frie radiostationer, der har sluttet sig sammen i Verband Freier Radios Österreich (VFRÖ).
På landsplan er Ö3 markedsførende, og i 2005 havde stationen i gennemsnit 38,3 % af alle lyttere, selvom andelen gennem årene har været faldende. I den såkaldte reklamemålgruppe (10 til 49 år) er Ö3's andel af lyttere helt oppe på 50,9 %. På andenpladsen ligger de regionale ORF-stationer. I Vorarlberg, Kärnten, Salzburg og Burgenland ligger andelen sågar lidt over Ö3. Af de private radioer står Antenne Salzburg med en markedsandel på 15,9 % stærkest. Også i Steiermark ligger Antenne-stationen med en høj andel på 15,2 %. De to andre offentlige radiokanaler har deres største markedsandel i Wien, hvor Ö1 har 12,5 % lyttere og FM4 5,8 %.

## Trykte medier
De østrigske trykte medier er kendetegnet ved den højeste koncentration i Europa.. Kronen Zeitung har det største oplag og har en læserandel på 44 %. Dermed opnås en meget høj læserkoncentration på et enkelt medie. Den næststørste avis Kleine Zeitung udkommer kun i Kärnten, Steiermark og Østtyrol, men har alligevel en andel på 12 %. Den næststørste landsdækkende avis er Kurier, der har en andel på omkring 10 %. Det i 2006 startede dagblad Österreich har også en andel på omkring 10 %, den liberale Der Standard 4,9 % og den borgerlige Die Presse 4,3 %.
I de senere år er der dukket et større antal gratisaviser op, som hvert år når nye højder i læserandel. Hovedparten udgives af de regionale forlag, hvor gratisavisen Heute dog er en undtagelsen, idet den udgives af den landsdækkende Krone.
Forbundslands-aviserne med de største andele er Oberösterreichische Nachrichten (5,5 %), Salzburger Nachrichten (5 %) og Tiroler Tageszeitung (3,9 %). De når hovedsagelig kun læsere i det pågældende forbundsland, hvor de forholdsmæssigt har en højere læserandel end set samlet for Østrig. Totalt er der i Østrig 17 dagblade og derudover talrige uge- og månedsblade.
For uge- og månedsbladene står NEWS-Verlagsgruppe stærkt med bladene News, Profil, E-Media, Format og Trend. I 2001 fusionerede gruppen med Mediaprint, der er ansvarlig for udgivelsen af Kronen Zeitung og Kurier. Styria Verlag er den anden store mediekoncern, der bl.a. udgiver Die Presse, Kleine Zeitung og WirtschaftsBlatt.
Österreichischer Presserat er en frivillig instans, der udøver selvkontrol over medierne i Østrig. Imidlertid trådte Kronen Zeitung, der havde den største andel af klager, ud af samarbejdet i 2002. Efter dette retter flere af aviserne sig ikke længere efter rådets anvisninger, og det er dermed reelt betydningsløst.
Det største nationale nyhedsbureau i Østrig er Austria Presse Agentur (APA), der har sæde i Wien. APA ejes af de østrigske dagblade samt ORF. APA er uafhængigt af staten, regeringen og politiske partier.

## Online medier
De mest besøgte onlinemedier i Østrig er tv/radiostationerne og pressens onlinetilbud. De største besøgstal haves af ORF og mediegruppen News, fulgt af de trykte medier Kronen Zeitung, Der Standard, Die Presse, Kleine Zeitung, Kurier, Salzburger Nachrichten og Wiener Zeitung.
Onlinemedierne videregiver i stor udstrækning meldinger fra Austria Presse Agentur eller andre agenturer fra udlandet. Endvidere videregives redaktionelt indhold fra dagens trykte medie, og der tilbydes udvidet information med f.eks. regionalt tilsnit.
Udover de etablerede mediekoncerners onlinetilbud findes også rene internetmedier f.eks. den østrigske udgave af det internationale netværk Indymedia.